# Marcel Kittel

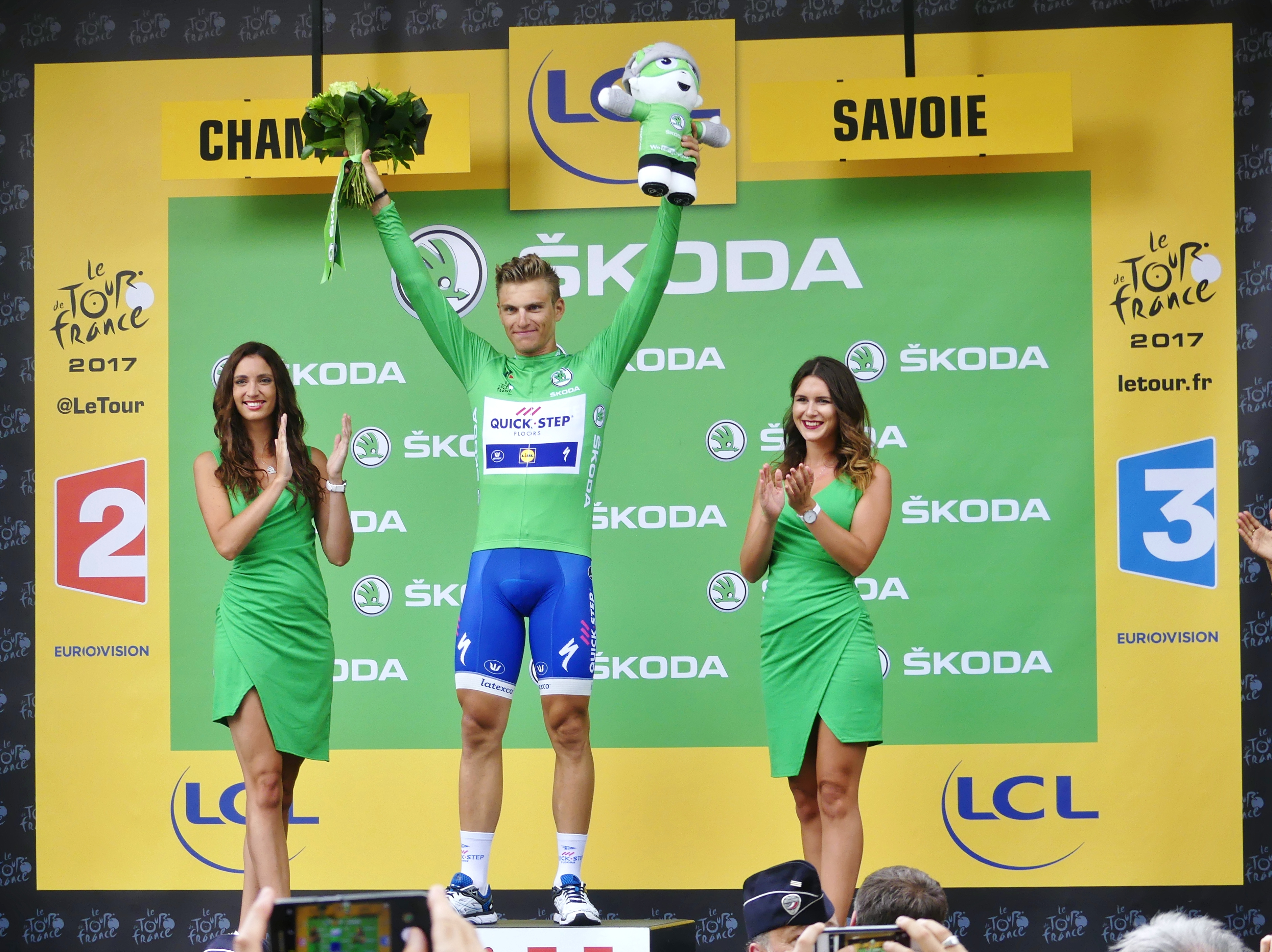
Kittel als Träger des Grünen Trikots nach der neunten Etappe der Tour de France 2017 in Chambéry

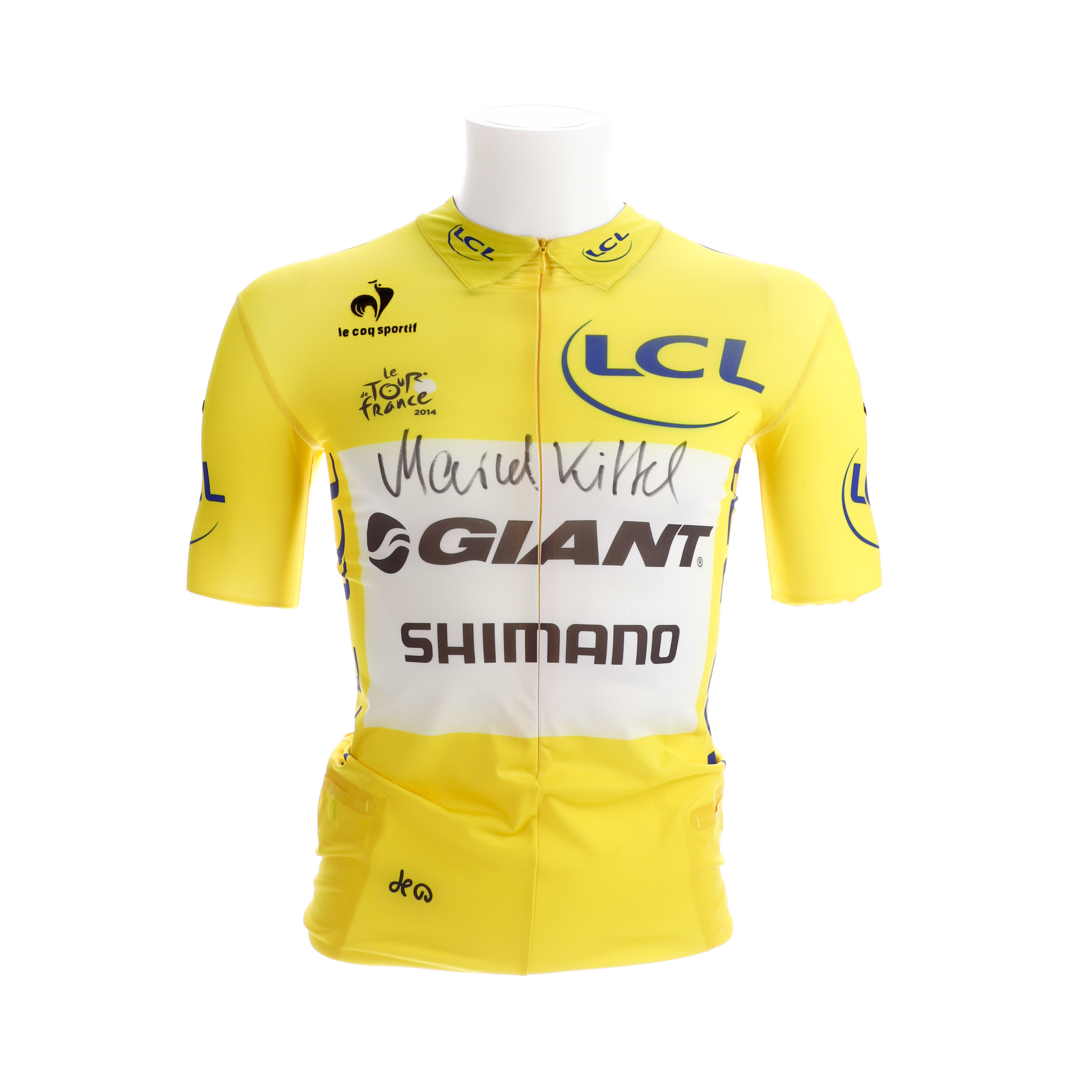
Gelbes Tour-de-France-Trikot von Kittel aus dem Jahre 2014 im belgischen Koers. Museum van de Wielersport

Marcel Kittel (* 11. Mai 1988 in Arnstadt) ist ein ehemaliger deutscher Radrennfahrer. Der Sprintspezialist wurde neunzehnfacher Etappensieger bei Grand Tours, davon 14 allein bei der Tour de France.

## Sportliche Laufbahn

### Junior und U23
Kittel gewann 2005 in der Juniorenklasse Etappen beim Course de la Paix, beim Sint-Martinusprijs und bei der Niedersachsen-Rundfahrt. Bei der Junioren-Weltmeisterschaft in Salzburg gewann er das Einzelzeitfahren. Im nächsten Jahr verteidigte er seinen Titel auf der belgischen Rennstrecke in Spa-Francorchamps. Außerdem gewann er Etappen bei der Cottbuser Bundesliga-Etappenfahrt, beim La Coupe du Président de la Ville de Grudziądz, bei der Trofeo Karlsberg, beim Sint-Martinusprijs, bei der Niedersachsen-Rundfahrt und bei der Tour de Lorraine, deren Gesamtwertung er auch für sich entschied. 2006 wurde er auch deutscher Meister im Einzel- und im Mannschaftszeitfahren. Von 2007 bis 2010 fuhr Kittel für das Thüringer Energie Team. In seinem ersten Jahr dort wurde er in der U-23-Klasse nationaler Meister im Einzelzeitfahren.

### Skil-Shimano
Ab der Saison 2011 fuhr Kittel für das Team Skil-Shimano, das ab der Saison 2012 Argos-Shimano und ab 2014 Giant-Shimano hieß. In der Saison 2011 gewann er Ende Januar die dritte Etappe der Tour de Langkawi. Es folgten weitere Erfolge, unter anderem vier Etappensiege bei den Vier Tagen von Dünkirchen, der Sieg bei dem ersten ProRace Berlin sowie ein Etappen- und der Gesamtsieg bei der Delta Tour Zeeland. Bei der Polen-Rundfahrt 2011 Ende Juli/Anfang August konnte er mit vier Etappensiegen erstmals Etappenerfolge bei einem WorldTour-Rennen erzielen. Schließlich fuhr er auf der siebten Etappe der Vuelta a España wenige Wochen später auch seinen ersten Etappensieg bei einer dreiwöchigen Landesrundfahrt ein. Kittel kam insgesamt am Ende der Saison 2011 auf 17 Siege, womit er hinter Philippe Gilbert der Fahrer mit den zweitmeisten Siegen des Jahres wurde. Die Saison 2011 von Kittel war damit die erfolgreichste Saison eines Neoprofis in der Geschichte des Radsports.
In der Saison 2012 gewann Kittel 13 UCI-Rennen. Bei seinem Tour-de-France-Debüt gab er nach einem Magen-Darm-Infekt und Knieschmerzen auf der fünften Etappe auf. Zu Beginn der Saison 2013 erzielte er als Sprintsieger auf der zweiten Etappe von Paris–Nizza einen weiteren Erfolg in einem World-Tour-Rennen. 2013 gewann er im Massensprint die erste Etappe der 100. Tour de France in Bastia auf Korsika und trug als 14. Radsportler aus Deutschland das Gelbe Trikot. Auch das Weiße Trikot für den besten Nachwuchsfahrer konnte er für einen Tag erobern. Dazu kamen drei weitere Etappensiege, darunter die Schlussetappe mit der Zielankunft auf den Champs-Élysées. Auch bei der Tour de France 2014 gewann er vier Etappen, darunter sowohl die Auftakt- als auch die Schlussetappe, und trug auf einer Etappe das Gelbe Trikot.
Im Frühjahr 2015 litt Kittel an einer hartnäckigen Virus-Infektion. Er wurde später von seinem Team nicht für die Tour de France 2015 nominiert. Er konnte während des gesamten Jahres nicht mehr an die Form der Vorjahre anknüpfen und gewann lediglich eine Etappe der Polen-Rundfahrt. Das Verhältnis zwischen Kittel und dem Team galt als angespannt. Im Oktober wurde der eigentlich noch bis Ende 2015 laufende Vertrag einvernehmlich aufgelöst. Kurz darauf gab Kittel bekannt, ab 2016 für Etixx-Quick Step zu fahren.

### Quick-Step
2016 gewann Kittel zum vierten Mal den Scheldeprijs und wurde damit Rekordhalter bei diesem Rennen, vor dem Briten Mark Cavendish mit drei Siegen. Wenige Wochen später entschied Marcel Kittel die zweite und die dritte Etappe des Giro d’Italia, die in den Niederlanden ausgetragen wurden, für sich. Nach seinem Sieg bei der dritten Etappe übernahm er die Führung in der Gesamtwertung und wurde Träger des Maglia Rosa. Als solcher trat er zur vierten Etappe, nun in Italien, an und wurde in der italienischen Presse als der Schöne in Rosa (il bello in rosa) und il bello Marcello gefeiert.
2017 gewann er unter anderem erneut den Scheldeprijs sowie die Gesamtwertung, drei Etappen und die Punktewertung der Dubai Tour. Sein Kontrahent Andrej Griwko wurde nach einem Schlag gegen Kittel von der Dubai Tour ausgeschlossen.
Kittel gewann zudem fünf Etappen bei der Tour de France 2017. Bereits nach seinem vierten Etappensieg auf der zehnten Etappe wurde er alleiniger deutscher Rekordetappensieger. Auf der 17. Etappe in den Alpen musste Kittel nach einem Sturz das Rennen aufgeben. Zu diesem Zeitpunkt führte er in der Punktewertung und trug das Grüne Trikot. Dieses versteigerte er zugunsten der Deutschen PSP-Gesellschaft e. V. über die Charity-Auktionsplattform United Charity, es erbrachte einen Erlös von 4.900 Euro.

### Katusha und Karriereende
Im August 2017 unterzeichnete Kittel einen Zweijahresvertrag für die Saisons 2018 und 2019 beim Team Katusha Alpecin. Bei der Tour de France 2018 konnte Kittel nicht an die Erfolge aus dem vorherigen Jahr anknüpfen und schied ohne Etappensieg nach der 11. Etappe aus, weil er nicht innerhalb der Karenzzeit ins Ziel kam. Nachdem Kittel in der Saison 2019 lediglich die Trofeo Palma gewonnen hatte, wurde sein Vertrag mit Katusha Anfang Mai im gegenseitigen Einvernehmen mit sofortiger Wirkung aufgelöst. Kittel erklärte, er fühle sich erschöpft und zurzeit nicht in der Lage, auf höchstem Niveau zu trainieren.
Am 23. August 2019 erklärte Kittel das Ende seiner Karriere als Radrennfahrer. Er sei mit Blick auf seine Familienplanung nicht mehr bereit, den Verlust an Lebensqualität durch die Anforderung des Radsports hinzunehmen. Er kündigte an, an der Universität Konstanz ein Studium der Wirtschaftswissenschaft aufzunehmen. Vom ZDF wurde er als Fernsehexperte für die Übertragung der Deutschland Tour 2019 verpflichtet. Seit 2021 ist Kittel während der Tour de France Analyst beim NOS-Fernsehprogramm De Avondetappe und ist Mitgründer der Firma li:on, die Kinderfahrräder produziert.
Insgesamt stehen in Kittels Palmarès 14 (Sprint-)Etappensiege bei der Tour de France, deren Sprintwertung konnte er jedoch nie für sich entscheiden.

## Ehrungen
2013, 2014 und 2017 wurde Marcel Kittel jeweils zum deutschen Radsportler des Jahres und zum Sportler des Jahres von Thüringen gekürt.
Zudem wurde er bei der deutschlandweit größten Publikumswahl von Sport1 zum Sportler des Jahres 2013 gekürt. Im Oktober 2014 erhielt er die „Goldene Henne“ als „Aufsteiger des Jahres“. Ebenfalls 2014 wurde er Erfurter Sportler des Jahres.
Das Gemeindesportzentrum Ichtershausen wurde im Jahr 2015 zu Marcel Kittel-Sportzentrum umbenannt.

## Privatleben
Marcel Kittel ist mit der niederländischen Volleyballspielerin Tess von Piekartz verheiratet und wohnt seit Ende Oktober 2021 in ihrem Geburtsort Ootmarsum. Bis dahin wohnte er in Kreuzlingen am Schweizer Ufer des Bodensees. Die beiden haben einen gemeinsamen Sohn (* 2019) und zwei gemeinsame Töchter (* 2021 und * 2024). Sein Vater Mathias Kittel war in der DDR als Radrennfahrer aktiv. Marcel Kittels Bruder Martin Kittel war ebenfalls Radsportler.

## Sonstiges
Wegen seiner Ähnlichkeit mit Actionfilmdarsteller Dolph Lundgren trägt Kittel dessen Namen als Spitznamen. Daneben erhielt er nach seinen Siegen bei der Tour de France 2017 von den Franzosen den Spitznamen Der Kaiser.
Sein Manager war Jörg Werner.
2022 veröffentlichte Marcel Kittel seine Autobiographie Das Gespür für den Augenblick.

## Erfolge
| 2005 - Weltmeister – Einzelzeitfahren (Junioren) 2006 - eine Etappe Trofeo Karlsberg (Junioren) - Deutscher Meister – Einzelzeitfahren (Junioren) - Weltmeister – Einzelzeitfahren (Junioren) 2007 - Deutscher Meister – Einzelzeitfahren (U23) - eine Etappe Brandenburg-Rundfahrt 2008 - Memorial Davide Fardelli 2009 - eine Etappe Tour du Haut Anjou - zwei Etappen Flèche du Sud - eine Etappe Internationale Thüringen Rundfahrt (U23) - Europameister – Einzelzeitfahren (U23) 2010 - Deutscher Meister – Einzelzeitfahren (U23) - eine Etappe Festningsrittet - Weltmeisterschaft – Einzelzeitfahren (U23) 2011 - eine Etappe Tour de Langkawi - vier Etappen und Punktewertung Quatre Jours de Dunkerque - ProRace Berlin - Gesamtwertung und eine Etappe Delta Tour Zeeland - vier Etappen Tour de Pologne - eine Etappe Vuelta a España - Kampioenschap van Vlaanderen - Sparkassen Münsterland Giro - zwei Etappen Herald Sun Tour 2012 - eine Etappe Étoile de Bessèges - zwei Etappen Tour of Oman - eine Etappe Driedaagse van De Panne-Koksijde - Grote Scheldeprijs - zwei Etappen und Punktewertung Ster ZLM Toer - zwei Etappen Eneco Tour - Omloop van het Houtland - zwei Etappen Circuit Franco-Belge - Sparkassen Münsterland Giro 2013 - eine Etappe Tour of Oman - eine Etappe Paris–Nice | - Scheldeprijs - drei Etappen Presidential Cycling Tour of Turkey - Gesamtwertung, zwei Etappen und Punktewertung Tour de Picardie - ProRace Berlin - eine Etappe Ster ZLM Toer - vier Etappen Tour de France - Omloop van het Houtland 2014 - Down Under Classic - drei Etappen und Punktewertung Dubai Tour - Scheldeprijs - zwei Etappen Giro d’Italia - eine Etappe Ster ZLM Toer - vier Etappen Tour de France - zwei Etappen Tour of Britain 2015 - Down Under Classic - eine Etappe und Punktewertung Polen-Rundfahrt 2016 - Weltmeister – Mannschaftszeitfahren - Gesamtwertung, zwei Etappen und Punktewertung Dubai Tour - zwei Etappen und Punktewertung Volta ao Algarve - eine Etappe Driedaagse van De Panne-Koksijde - Scheldeprijs - eine Etappe Tour de Romandie - zwei Etappen Giro d’Italia - Deutsche Meisterschaften – Straßenrennen - eine Etappe Tour de France - Grand Prix de Fourmies 2017 - Gesamtwertung, drei Etappen und Punktewertung Dubai Tour - eine Etappe Abu Dhabi Tour - eine Etappe Driedaagse van De Panne-Koksijde - Scheldeprijs - eine Etappe Kalifornien-Rundfahrt - eine Etappe Ster ZLM Toer - fünf Etappen Tour de France 2018 - zwei Etappen Tirreno–Adriatico 2019 - Trofeo Palma |

## Grand-Tour-Platzierungen
| Grand Tour            | 2011 | 2012 | 2013 | 2014 | 2015 | 2016 | 2017 | 2018 | 2019 |
| --------------------- | ---- | ---- | ---- | ---- | ---- | ---- | ---- | ---- | ---- |
| Giro d’ItaliaGiro     | –    | –    | –    | DNF  | –    | DNF  | –    | –    | –    |
| Tour de FranceTour    | –    | DNF  | 166  | 161  | –    | 166  | DNF  | DNF  | –    |
| Vuelta a EspañaVuelta | DNF  | –    | –    | –    | –    | –    | –    | –    | –    |